# Oscar Björnstjerna

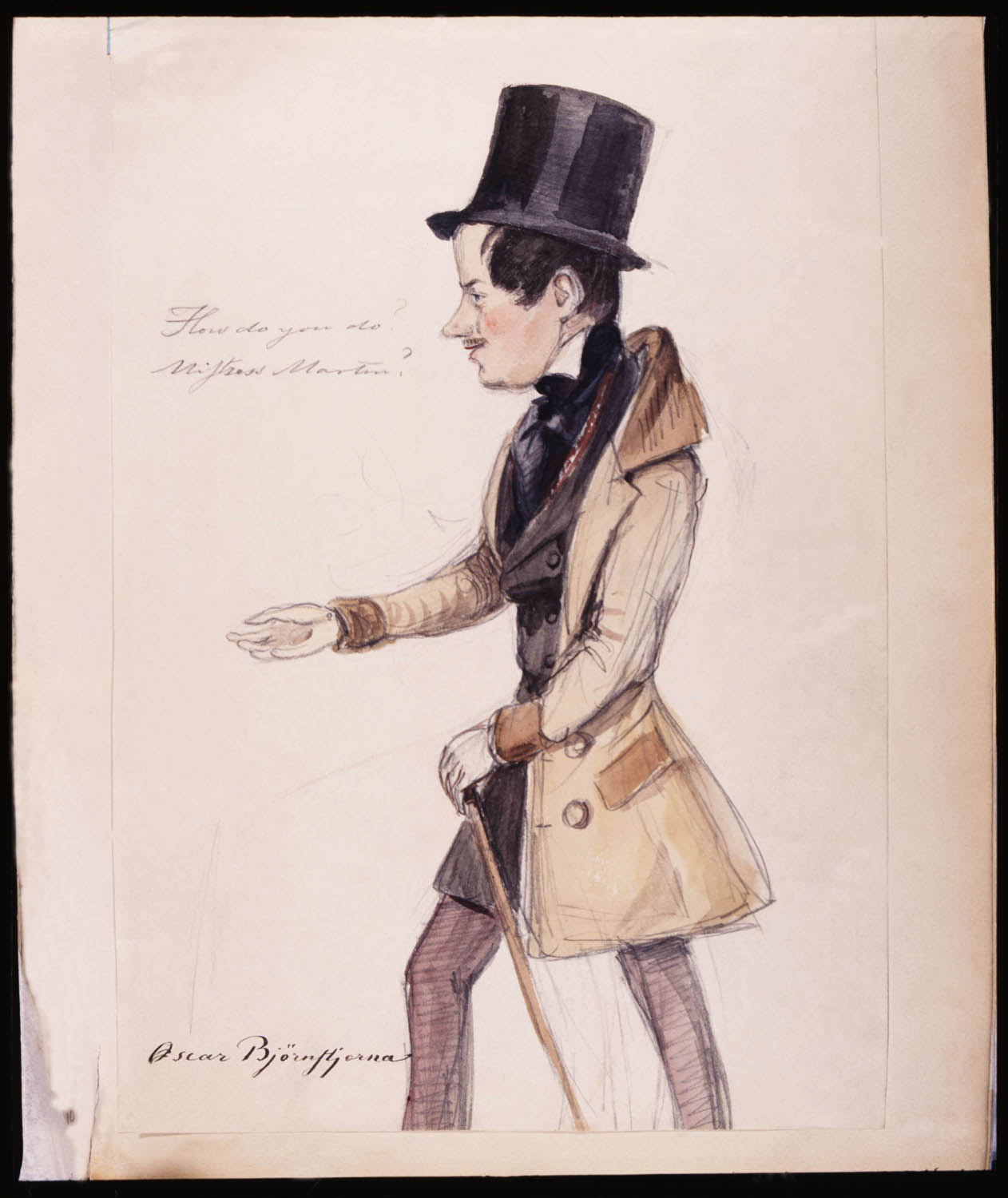
Karikatyr av Oscar Björnstjerna, tecknad av Fritz von Dardel.

Oscar Magnus Fredrik Björnstjerna (i riksdagen kallad Björnstjerna i Stockholm), född 6 mars 1819 i Stockholm, död där 2 september 1905, var en svensk  diplomat och politiker. Han var utrikesstatsminister 1872–1880 samt ledamot av första kammaren för Stockholms stads valkrets 9 april 1874–1901.

## Bakgrund
Oscar Björnstjerna var son till greve Magnus Fredrik Ferdinand Björnstjerna och friherrinnan Elisabeth född i friherrliga ätten von Stedingk. Fadern upphöjdes från adelsman till greve enligt 1809 års regeringsform, och eftersom Oscar inte var faderns äldste son fick han inte använda titeln greve.

### Karriär
Oscar Björnstjerna gjorde karriär inom militäryrket och utrikesförvaltningen där han utnämndes till generalmajor 1865. Bland hans framgångar i den osmanska huvudstaden kan man räkna handelstraktatet mellan Turkiet och den Svensk-norska unionen, samt initiativet till byggandet av ett nytt svenskt legationshus.
År 1864 utnämndes han till minister i Köpenhamn efter Henning Hamilton. Han höll där en stram och bestämt avvisande hållning mot alla danska krav på hjälp från Sverige under kriget mellan Danmark och Preussen. Bland hans bedrifter i den danska huvudstaden kan man räkna handels- och sjöfartsdeklarationen med Danmark.[källa behövs] Åren 1865 till 1873 var han minister i Sankt Petersburg. År 1871 fick han under ministerkrisen erbjudandet från Karl XV om posten som utrikesstatsminister vilket han avböjde.[källa behövs] Han kallades av kung Oscar II 1872 att efterträda Baltzar von Platen som utrikesstatsminister.
Som utrikesexcellens höll han en välvillig inställning till Ryssland och det Tyska riket för att säkerställa att de två länderna hade en positiv inställning till Sverige och Norge. Under Balkankrisen mellan 1877 och 1878 höll de förenade rikenas konung kung Oscar en utrikespolitisk linje som innebar nära neutralitetsanslutning till det Tyska riket. Under våren 1877 försökte kungen försöka få Björnstjerna att arbeta för att få en unioniell neutralitetsförklaring med Tyskland men Björnstjerna motsatte sig dock dessa planer eftersom han ansåg att det skulle förarga Storbritannien, beröva Sverige ekonomiska fördelar och väcka missnöje i de förenade rikena samt Danmark.[källa behövs] Bland hans politiska efterlämningar på Utrikesdepartementet kan man räkna traktatet om Saint Barthelemys avträdande till Frankrike 1877, avtal om ordnandet av post, telegraf och sjöfartsförhållanden, ömsesidigt utlämnande av förbrytare, litterär egendom med mera. Han fick även handlägga känsliga ärenden som Helga de la Brache-affären 1877 samt tvisten mellan de yngre bröderna Demirgian och Karl XV danska arvingar 1878. Inom unionspolitiken drev han stram linje mot norrmännen. Han motsatte sig dock inte avskaffandet av riksståthållareämbetet 1873. Inom riksdagen ernjöt han ett starkt stöd och hävdade kungamaktens prerogativ inom försvars- och grundskatterna mot andra kammarens lantmannaparti.[källa behövs]

### Som riksdagsman
Efter sin tid på UD ägnade han större delen av sin tid åt sitt förstakammarmandat i riksdagen som hade uppehållit sedan 1874 där han arbetade för försvarsreformer samt en svensk unionspolitik mot norrmännen. Han verkade även som särskild utrikespolitisk rådgivare, bland annat åt statsminister Erik Gustaf Boström.[källa behövs] 
1876 infördes i Sverige statsministerposten, varpå utrikesstatsministerposten ändrades och Oscar Björnstjerna blev Sveriges första utrikesminister. Dock behöll han för sin tjänstetid statsministersnamn. Han lämnade ministären den 19 april 1880.
Oscar Björnstjerna blev ledamot av första klassen av Kungliga Krigsvetenskapsakademien 1851.
Han förblev ogift.

## Befordringshistorik
Björnstjerna blev underlöjtnant vid livregementets dragonkår 1838 och befordrades till löjtnant 1845. År 1855 utnämndes han till ryttmästare i armén, och 1858 blev han major i armén samt ryttmästare i livregementets dragonkår. År 1862 befordrades han till överstelöjtnant och tog samma år avsked från livregementets dragonkår. År 1865 utnämndes han till överste och erhöll senare samma år namn, heder och värdighet som generalmajor. År 1871 befordrades han formellt till generalmajor.

## Utmärkelser

### Svenska utmärkelser
- Riddare och kommendör av Kungl. Maj:ts orden med briljanter (Serafimerorden), 1 december 1874.[9]
- Riddare av Svärdsorden, 28 januari 1862.[10]
- Kommendör med stora korset av Nordstjärneorden, 27 maj 1871.[10]
- Kommendör av Nordstjärneorden, 3 juli 1866.[10]

### Utländska utmärkelser
- Storkorset av Norska Sankt Olavs orden, senast 1905.[11]
- Storkorset av Preussiska Röda örns orden, senast 1905.[11]
- Storkorset av Danska Dannebrogorden, senast 1905.[11]
- Riddare av storkorset av Italienska Sankt Mauritius- och Lazarusorden, senast 1905.[11]
- Storkorset av Portugisiska Obefläckade avlelsens orden, senast 1905.[11]
- Storkorset av Österrikiska Leopoldsorden, senast 1905.[11]
- Storkorset av Franska Hederslegionen, senast 1905.[11]
- Första klassen av Osmanska rikets Meschidie-orden, senast 1905.[11]
- Riddare av Ryska Vita örnens orden, senast 1905.[11]
- Riddare av första klassen av Ryska Sankt Annas orden, senast 1905.[11]
- Riddare av andra klassen med krona av Ryska Sankt Stanislausorden, senast 1905.[11]
- Storkorset av Rumänska Stjärnans orden, senast 1905.[11]
- Storkorset av Monacos Karl den heliges orden, senast 1905.[11]
- Kommendör av Luxemburgska Ekkronans orden, senast 1905.[11]